# Luiza Złotkowska
Luiza Złotkowska (* 25. Mai 1986 in Warschau) ist eine polnische Eisschnellläuferin.
Sie trainiert bei AZS Zakopane, Trainerin ist Ewa Bialkowska (Februar 2010). Sie ist 1,60 Meter groß und wiegt 55 kg (Februar 2010). Bei den Weltmeisterschaften 2009 erreichte sie in der Mannschaftswertung den 8. Platz. 2010 erreichte sie bei den Europameisterschaften den 9. Platz über 1500 Meter und den 11. über 3000 Meter. Bei den Olympischen Winterspielen 2010 konnte sie zusammen mit Katarzyna Bachleda-Curuś und Katarzyna Woźniak eine Bronzemedaille in der Teamverfolgung erringen. Am 23. März 2010 wurde ihr dafür der Orden Polonia Restituta (Ritter) durch den polnischen Präsidenten Lech Kaczyński verliehen. Über 3000 Meter erreichte sie den 24., über 1500 Meter den 34. Platz. Bei den Olympischen Winterspielen 2014 in Sotschi konnte sie zusammen mit Katarzyna Bachleda-Curuś, Natalia Czerwonka und Katarzyna Woźniak eine Silbermedaille in der Teamverfolgung erringen.

## Persönliche Bestmarken
Die persönlichen Bestzeiten von Luiza Złotkowska (Stand Dezember 2014).
| 500 Meter      | 39,74 s     | 2. November 2013  | Calgary        |
| 1000 Meter     | 1:15,46 min | 16. November 2013 | Salt Lake City |
| 1500 Meter     | 1:54,77 min | 17. November 2013 | Salt Lake City |
| 3000 Meter     | 4:02,37 min | 15. November 2013 | Salt Lake City |
| 5000 Meter     | 7:07,02 min | 18. Februar 2011  | Salt Lake City |
| Teamverfolgung | 2:58,01 min | 17. November 2013 | Salt Lake City |